# 比卡祖阿爾代良鄉
46°51′N 25°56′E / 46.850°N 25.933°E
比卡祖阿爾代良鄉（羅馬尼亞語：Comuna Bicazu Ardelean, Neamț），是羅馬尼亞的鄉份，位於該國東北部，由尼亞姆茨縣負責管轄，面積112平方公里，海拔高度600米，2007年人口4,126，人口密度每平方公里37人。